# Julien Guadet

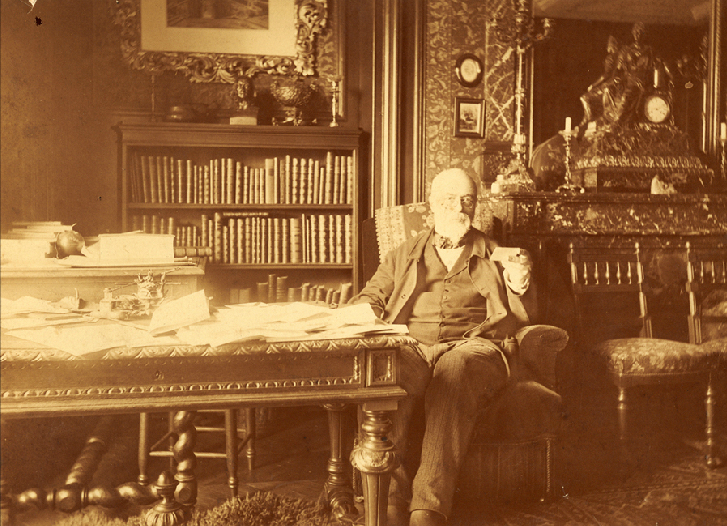
Julien Guadet

Julien Guadet (Paris, 23 de dezembro de 1834 – Lugano, 17 de maio de 1908) foi um arquiteto, teórico e professor francês na École des Beaux-Arts, Paris.